# 다나카 소이치
다나카 소이치(일본어: 田中 奏一, 1989년 6월 2일 ~ )는 일본의 전 축구 선수이다.

## 구단 경력
그는 2012년부터 2020년까지 J리그의 파지아노 오카야마, 가고시마 유나이티드 FC에서 활동하였다.